# Подоляны (Старосинявский район)
Подоляны (укр. Подоляни) — село в Старосинявском районе Хмельницкой области Украины.
Население по переписи 2001 года составляло 215 человек. Почтовый индекс — 31431. Телефонный код — 3850. Занимает площадь 1,984 км². Код КОАТУУ — 6824481502.

## История
В 1946 г. указом ПВС УССР село Чешки переименовано в Подоляны.

## Местный совет
31431, Хмельницкая обл., Старосинявский р-н, с. Залесье